# Law Kar-ying
Law Kar-ying (羅家英, né le 22 septembre 1946) est un acteur de cinéma et d'opéra cantonais hongkongais.

## Biographie

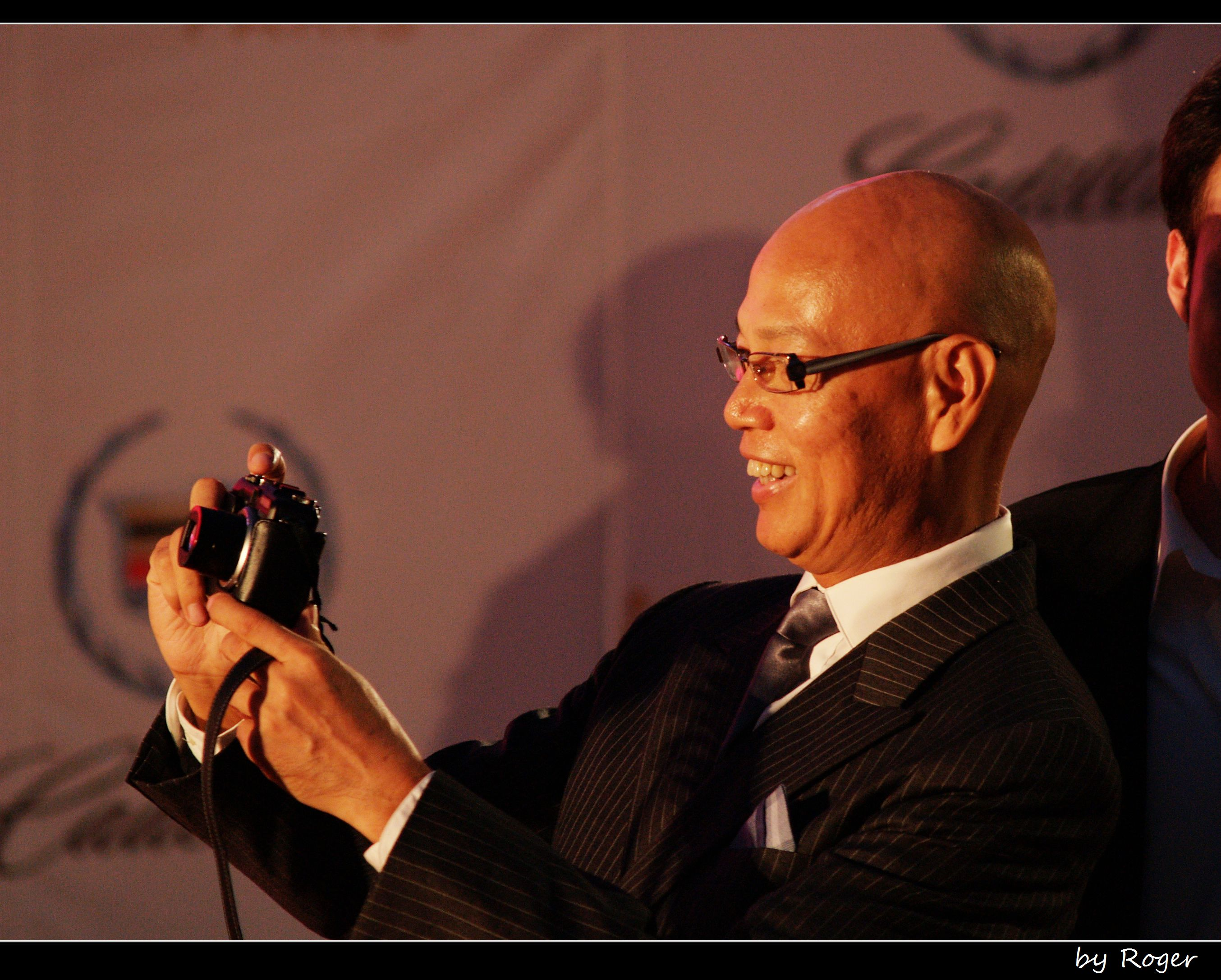
2007

Né sous le nom de Law Hang-tong, il est le fils aîné de l'acteur Law Kar-kuen et de sa femme Lee Ngan-guen. Il a trois frères et une sœur. En 1949, au moment de la victoire communiste et de la proclamation de la république populaire de Chine, sa famille émigre à Hong Kong.
Dans les années 1970, il devient chanteur d'opéra cantonais puis, dans les années 1990, il commence une carrière au cinéma et interprète Wong Yat-fei dans son premier film, Crime Story (1993), avec Jackie Chan. Il acquiert une certaine popularité pour son rôle de Da Vinci, un inventeur de gadgets inutiles (comme une lampe torche à énergie solaire) dans Bons baisers de Pékin (1994) avec Stephen Chow. En 1995, il joue dans la diptyque Le Roi singe de Jeffrey Lau dans lequel il interprète un moine bavard (Xuanzang) et chante une reprise cantonaise de Only You (And You Alone).
Law a rarement joué à la télévision, en particulier sur TVB, la chaîne de sa femme, Liza Wang. Il est surtout connu pour sa coopération avec ATV (en), la rivale de TVB.
Au Festival Arts de 2018 à Hong Kong, Law joue Xiang Yu aux côtés de Yau Sing-po dans l'opéra classique Adieu ma concubine.

## Santé
Law est diagnostiqué d'un cancer du foie de stade III en 2004. Il est opéré en 2005 puis reste chez lui pour se rétablir. En 2013, il est découvert que son foie a une tumeur de deux centimètres et qu'il doit être de nouveau opéré. Il mène depuis une vie saine.

## Vie privée
Le 2 mai 2009, Law épouse sa conjointe depuis des années, Liza Wang, à Las Vegas. Ils annoncent leur mariage sur TVB par l'intermédiaire de Stephen Chow. Le 1er juillet 2018, Law est décoré de la Bronze Bauhinia Star (en) par le chef de la région administrative spéciale de Hong Kong, en reconnaissance de sa contribution à l'opéra cantonais de Hong Kong.

## Filmographie
- Crime Story (1993) – Wong Yat-fei
- Bons baisers de Pékin (1994) – Da Mansi
- He's a Woman, She's a Man (1994) – Joseph
- He and She (1994) – le magistrat
- Easy Money (1994) – Chiang Chia-cheh
- Whatever You Want (1994) – Keanu/Kwok-wing/l'acteur à la télévision
- Le Roi singe: 1re partie (1995)
- Le Roi singe: 2e partie (1995)
- Heaven Can't Wait (1995) – Ng Kong
- Dream Lover (1995) – Dr Law – l'oncle de Kitty
- Man Wanted (1995) – Yin le chauve
- Neige d'été (1995) – Bing Sun
- Tricky Business (1995) – Lau Kar-lin
- The Chinese Feast (1995) – Au Siu-fung
- Because of Lies (1995) – Ho Siu B
- Mack the Knife (1995) – le prêcheur de rue
- Passion 1995 (1995) – Johnny, l'homme en photo
- Ten Brothers (1995) – Beaux yeux
- 1941 Hong Kong on Fire (1995) – Hoi
- The God of Cookery (1996) – le maître de cérémonie
- Once Upon a Time in Shanghai (1996) (série TV)
- Dr. Wai in "The Scripture with No Words" (1996) – le directeur
- Forbidden City Cop (1996) – Fat-yan
- Feel 100% (1996) – Robert
- Feel 100%... Once More (1996) (non crédité) – le réalisateur
- Bodyguards of the Last Governor (1996) – le dernier gouverneur de Hong Kong
- Combo Cops (1996) – Tigre
- Dragon from Shaolin (1996)
- Viva Erotica (1996) – Chung
- Those Were the days (1996) – Feng Siu-tien
- Twinkle Twinkle Lucky Star (Yun cai zhi li xing) (1996) – Coupe de nouilles
- Another Chinese Cop (1996) – Li, Tai-chu
- A Recipe for the Heart (1997) (série TV)
- Kitchen (1997) – Emma
- We're No Bad Guys (1997) – Bond Chu/Dragon de jade
- Lawyer Lawyer (1997) – Fong Tong-ken
- Love: Amoeba Style (1997)
- S.D.U. '97 (1997) – Wong, Yan-kwai
- Made in Heaven (1997) – Dr Law
- Those Were the Days (1997) – Oncle Kin
- Cause We Are So Young (1997) (non crédité)
- Ah Fai, the Dumb (1997) – Oncle Ying/Iron Pen
- A Tough Side of a Lady (1998) – le père de Mulan
- Chinese Midnight Express (1998) – le garde
- Criss-Cross Over Four Seas (1999) (série TV) – le pasteur
- Jackie Chan à Hong Kong (1999) – l'assistant de Chan
- Funny Business (2000)
- When I Fall in Love... with Both (2000) – le propriétaire de la boutique de mariage
- 2002 (2001) – Paper Chan
- City of Desire (2001)
- Far from Home (2002)
- Windfall Profits (2002) – Oncle Six
- Perfect Education 3 (2002)
- The Monkey King (2002) (série TV) – Golden Star
- Dragon Loaded 2003 (2003) – Mr. Lung
- 6 A.M. (2004) – le chauffeur de taxi
- Escape from Hong Kong Island (2004) – le patron de Raymond
- Osaka Wrestling Restaurant (2004) – Dragon
- Enter the Phoenix (2004) – Père Huit
- Magic Kitchen (2004) – le père de Yau
- House of Fury (2005) – le chauffeur de taxi
- Central Affairs 2 (2006) (série TV) – Kong So
- The Shopaholics (2006) – West Ho
- PK.COM.CN (2007)
- Crazy Money & Funny Men (2007)
- The Deserted Inn (2008)
- Chongqing Girl (2009)
- Metallic Attraction: Kungfu Cyborg (2009)
- On His Majesty's Secret Service (2009)
- La 14e Lame (2010)
- Time Warriors : La Révolte des mutants (2010)
- Flirting Scholar 2 (2010)
- Adventure of the King (2010)
- Legend of the Swordsman (2010)
- Painted Skin (2011) (série TV)
- The Sorcerer and the White Snake (2011)
- The 33D Invader (2011)
- Single Terminator (2011)
- The Assassins (2012)
- Mr. and Mrs. Gambler (2012)
- To Forgive (2012)
- Tears in Heaven (2012)
- Murcielago (2013)
- The Twins' Code (2013)
- A Stupid Journey (2014)
- The Buddha's Shadow (2014)
- Who Moved My Dream (2014)
- Death Trip (2015)
- The Ghost House (2015)
- Super Models (2015)
- From Vegas to Macau 3 (2016)
- The Great Detective (2017)
- Staycation (2018)
- The Incredible Monk (2018)
- Comedy Star (2018)
- White Bone Lady Fights the Wolf Demon (2018)
- Bajie Subdues Demons (2018)
- Amazing Spring (2019)
- A Home with a View (2019)
- The Great Detective (2019)
- Bajie Subdues Demons 2 (2019)
- The Duke of Royal Tramp (2019)
- Dynasty Warriors (2021)